# Estatuto de Roma

Estado miembro
Estado miembro donde el tratado no ha entrado en vigor
Estados parte que abandonaron
Firmado, no ratificado
Firmado, rechazado posteriormente
No firmante

El Estatuto de Roma es el instrumento constitutivo de la Corte Penal Internacional. Fue adoptado en la ciudad de Roma, Italia, el 17 de julio de 1998, durante la Conferencia Diplomática de plenipotenciarios de las Naciones Unidas sobre el establecimiento de una Corte Penal Internacional.
El Estatuto de Roma estableció cuatro crímenes internacionales centrales: genocidio, crímenes de lesa humanidad, crímenes de guerra y el crimen de agresión esos delitos no estarán sujetos a prescripción alguna. Según el Estatuto de Roma, la CPI sólo puede investigar y procesar los cuatro crímenes internacionales principales en situaciones en las que los Estados no pueden o no quieren hacerlo por sí mismos.La competencia del tribunal es complementaria de la competencia de los tribunales nacionales. El tribunal tiene competencia sobre los crímenes sólo si se cometen en el territorio de un Estado parte o si son cometidos por un nacional de un Estado parte. Una excepción a esta regla es que la CPI también puede tener jurisdicción sobre crímenes si su jurisdicción está autorizada por el Consejo de Seguridad de las Naciones Unidas.
Durante la Conferencia, los Estados Unidos, Israel y China hicieron causa común en contra de este. Pese a esto tanto Israel como los Estados Unidos firmaron pero no ratificaron el Tratado. De hecho, la firma por la parte estadounidense la realizó en el año 2000 el presidente Bill Clinton solo un día antes de dejar el poder a George W. Bush. En 2002, el gobierno estadounidense declaró la retirada de la firma y también promulgó la Ley de Protección de los Miembros de Servicio Estadounidenses en agosto de 2002 para proteger a los ciudadanos estadounidenses de la CPI. 
Pese a la experiencia internacional en suscripción de tratados multilaterales, el mismo estatuto fijó un alto cuórum para su entrada en vigencia (60 países). Sin embargo, el proceso fue sumamente rápido, partiendo por Senegal hasta que diez países en conjunto depositaron ante la Secretaría General de las Naciones Unidas el instrumento de ratificación el 11 de abril de 2002. El Estatuto entró en vigor el 1 de julio del 2002.
En mayo de 2024, 124 estados son parte del estatuto. Se trata de 33 países africanos, 19 de Asia-Pacífico, 19 de Europa del Este, 28 de América Latina y el Caribe y 25 de Europa Occidental y otros países. Entre otras cosas, establece la función, jurisdicción y estructura de los tribunales.

## Estructura
El Estatuto se estructura de la siguiente forma:
- Preámbulo
- Parte I: Del establecimiento de la corte (artículos 1-4)
- Parte II: De la competencia, la admisibilidad y el derecho aplicable (5-21)
- Parte III: De los principios generales de derecho penal (22-33)
- Parte IV: De la composición y administración de la corte (34-52)
- Parte V: De la investigación y el enjuiciamiento (53-61)
- Parte VI: Del juicio (62-76)
- Parte VII: De las penas (77- 80)
- Parte VIII: De la apelación y la revisión (81-85)
- Parte IX: De la cooperación internacional y la asistencia judicial (86-105)
- Parte X: De la ejecución de la pena (103-111).
- Parte XI: De la Asamblea de los Estados Partes (112)
- Parte XII: De la financiación (113-118)
- Parte XIII: Cláusulas finales (119-128)